# カシャロット (アメリカ潜水艦)
|          |                                                           |
| 艦歴     |                                                           |
| 発注     |                                                           |
| 起工     | 1931年10月31日                                            |
| 進水     | 1933年10月19日                                            |
| 就役     | 1933年12月1日                                             |
| 退役     | 1945年10月17日                                            |
| 除籍     | 1945年11月1日                                             |
| その後   | 1945年11月28日復籍 1946年7月8日再度除籍 1947年1月26日売却 |
| 性能諸元 |                                                           |
| 排水量   | 1,110トン                                                 |
| 全長     | 271 ft 10 in                                              |
| 全幅     | 24 ft 9 in                                                |
| 吃水     | 12 ft 10 in                                               |
| 機関     |                                                           |
| 最大速   | 17ノット                                                  |
| 乗員     | 士官、兵員43名                                            |
| 兵装     | 3インチ砲1基、7.62ミリ50口径機銃1基 21インチ魚雷発射管6門 |

カシャロット (USS Cachalot, SC-4/SS-170) は、アメリカ海軍の潜水艦。カシャロット級潜水艦の一隻であり、Vボートの一つ。艦名はフランス語でマッコウクジラ上科3種の総称に因んで命名された。

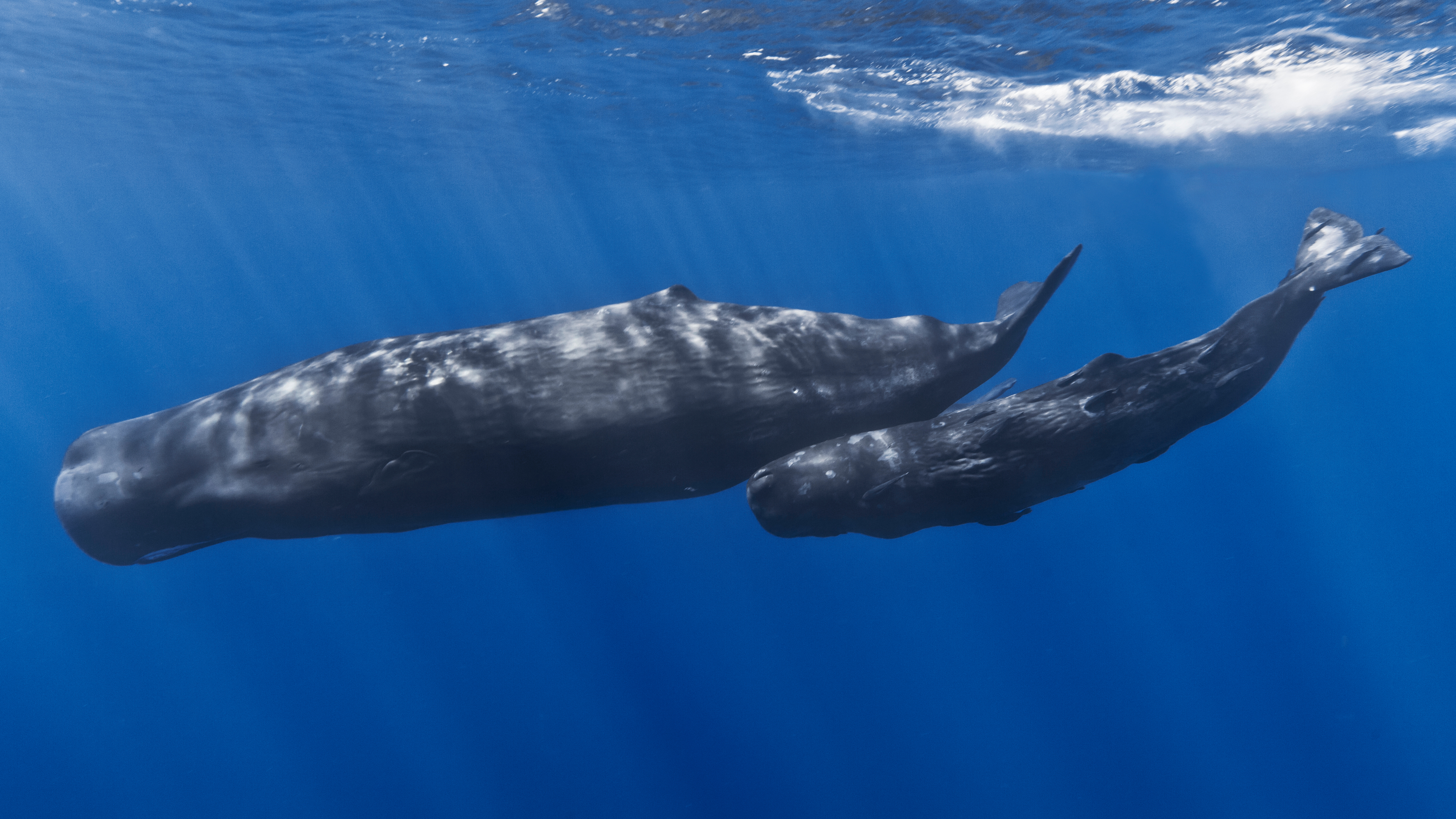
マッコウクジラ（Grand cachalot）

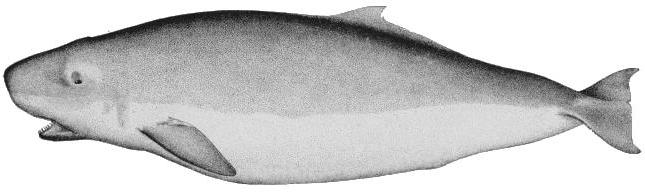
コマッコウ（Cachalot pygmee）

## 艦歴
カシャロットはメイン州キタリーのポーツマス海軍造船所で起工した。1933年10月19日にK・D・ケンプによってV-8 (SC-4)として進水し、1933年12月1日に艦長メリル・カムストック少佐の指揮下就役する。

### 開戦まで
整調後に艤装、試験、オーバーホールが行われ、カシャロットは1934年10月17日にカリフォルニア州サンディエゴへ向かい潜水艦部隊に合流した。合流後、1937年まで西海岸で艦隊訓練、水雷訓練、対潜水艦戦訓練、戦術訓練および音響探知訓練などの訓練を行った。訓練期間中、カシャロットは大規模艦隊演習に参加するためハワイ水域へ二度、パナマ運河地帯へ一度巡航した。1937年6月16日、カシャロットはサンディエゴを出航しコネチカット州ニューロンドンに向かい、ニューポート水雷基地で水雷実験を行った後、1937年10月26日までニューロンドン潜水艦学校で音響訓練を行った。その後ニューヨーク海軍工廠で長期オーバーホールを行い、一年後にカリブ海およびパナマ運河地帯での艦隊演習、水雷訓練及び音響訓練に参加する。1939年6月16日に真珠湾に到着し潜水艦部隊及び偵察部隊の任務に就いた。
カシャロットがオーバーホールで真珠湾海軍造船所に入渠中の1941年12月7日に日本軍が真珠湾攻撃を行ったが、カシャロットの乗組員一名が負傷しただけで艦は損傷を受けなかった。開戦に伴い、オーバーホール作業は繰上げられて完了。ワルドマン・N・クリスチャンセン艦長（アナポリス1925年組）の指揮下に行動することとなった。

### 哨戒
1942年1月12日、カシャロットは最初の哨戒でカロリン諸島方面に向かった。ミッドウェー島で燃料を補給した後、2月6日と7日にウェーク島、2月11日と12日にエニウェトク環礁、2月13日にウジェラング環礁、2月16日と17日にポナペをそれぞれ偵察し、2月24日からはトラック諸島北水道を中心に哨戒。2月25日から27日にはナモヌイト環礁、ホール諸島を偵察し、日本軍基地に関する重要情報を収集した。3月18日、カシャロットは66日間の行動を終えて真珠湾に帰投。艦長がジョージ・A・ルイス（アナポリス1927年組）に代わった。カシャロットは整備後、ミッドウェー島に回航された。
6月9日、カシャロットは2回目の哨戒で日本近海に向かった。この哨戒では、6月22日にタンカーを攻撃して損傷を与えたと判断された。7月26日、カシャロットは47日間の行動を終えて真珠湾に帰投。艦長がハリー・C・スティーヴンソン（アナポリス1930年組）に代わった。
9月23日、カシャロットは3回目の哨戒でアリューシャン列島方面に向かった。この哨戒ではアリューシャン列島からベーリング海を哨戒。10月10日、カシャロットはレーダーで目標を探知。目標に接近した後、魚雷を2本発射。しかし、なんら変化を見せる事はなかった。11月8日、カシャロットは46日間の行動を終えてダッチハーバーに帰投。これがカシャロットの最後の哨戒となった。

### 訓練艦
その後、旧式化したカシャロットは第一線を退き、大戦後半は訓練艦としてニューロンドン潜水艦学校でその任務に従事した。1945年6月30日にペンシルベニア州フィラデルフィアへ向かい、同地で10月17日に退役する。除籍後、11月28日に一旦現役に復したが、1946年7月8日に再度退役。カシャロットは1947年1月26日に売却された。
カシャロットは第二次世界大戦の戦功で3個の従軍星章を受章した。